# Moonshadows
Moonshadows es una compilación de los videos más vistos de la cantante Irlandesa Enya hasta 1991. Tiene una duración aproximada de veinticinco minutos. Fue publicado en 1991 a través de dos diferentes pero comunes formatos de video de la época; el VHS y el Laserdisc.

## Contenido
Los videoclips fueron dirigidos por Michael Geoghegan y producidos por la empresa M-Ocean Ltd. El VHS se encuentra en formato NTSC para su reproducción en regiones como Japón y Estados Unidos. El videoclip del tema Exile es un montaje de escenas de la película L.A. Story mezclados con tomas de Enya interpretando el tema. El video comienza y termina con la voz en off de Steve Martin narrando monólogos de la película.
Como un bonus track, los créditos finales del video son un collage de fotos de Enya, acompañadas de fondo con la versión completa del tema Shepherd Moons.
En el diseño gráfico de la carátula del VHS se cometieron errores al no colocar los tiempos de duración correctos de cada videoclip, en cambio se colocó la duración original de cada canción en su versión de estudio. Según la carátula, el videoclip de Orinoco Flow dura 4:25, esto corresponde a la duración de la grabación musical original, como también el video de Storms in Africa aparece con una duración de 4:03, esto corresponde a la duración de la grabación original y además el video presenta la segunda parte del tema; escrita en inglés.
Este error se cometió a excepción de los temas 2, 4 y 5.

## Lista de temas
| Nº | Tema                        | Duración |
| -- | --------------------------- | -------- |
| 1. | "Orinoco Flow"              | 3:45     |
| 2. | "Exile"                     | 4:40     |
| 3. | "Storms in Africa (Part 2)" | 3:03     |
| 4. | "Evening Falls..."          | 3:50     |
| 5. | "Caribbean Blue"            | 3:40     |

## Videos
1. Orinoco Flow
2. Exile
3. Storms In Africa
4. Evening Falls...
5. Caribbean Blue